# 客妾
客妾（ケクチョプ、객첩）は、朝鮮半島に伝わる性的風習の一つである。
日本では江戸時代から宿泊施設としての宿場が発達しており、旅人は目的や金銭事情や身分に応じて本陣や旅籠、木賃宿などに宿泊していた。ところが朝鮮では交通事情が悪く宿泊施設が未成熟であり、「酒幕」と呼ばれる庶民用の施設しかなかったため、身分の高い大官が旅行する場合は在郷の両班の屋敷に宿泊させてもらうしかなかった。
両班の屋敷では、その家に伝わる家庭料理が客人に振る舞われたうえ、食事と寝所のみならず性的奉仕も提供された。これが客妾である。客人の相手を担当するのはその家の娘や妻や妾であり、彼女らは料理と同様にその家に伝わる性技で相手の無聊を慰めた。
日韓併合後には禁止された。